# Antonio Machado
Antonio Cipriano José María Machado Ruiz, španski pesnik, * 26. julij 1875, Sevilja, Andaluzija, Španija, † 1939, Collioure, Pyrénées-Orientales, Francija.
Bil je eden od najpomembnejših španskih pesnikov 20. stoletja in pripadnik t. i. generacije ’98.

## Življenjepis
Antonio Machado se je rodil v Sevilji, izobrazil pa v Madridu. Leta 1899 je odpotoval v Pariz s svojim bratom Manuelom Machadom in tam odkril literarno in boemsko življenje. Po svoji vrnitvi v Madrid se je posvetil literarnemu življenju. Sodeloval je z modernistično revijo Helios in v njej objavil razne članke. Osvojil je mesto na inštitutu v Soriji in se leta 1909 poročil z Leonor Izquierdo Cuevas. Zakon ni trajal dolgo, saj je Leonor leta 1912 umrla zaradi tuberkuloze. Obupan Machado je nato prosil za premestitev v mesto Baeza, v Andaluzijo. Leta 1919 si je zagotovil mesto na inštitutu v Segoviji. Svojo drugo ljubezen, Guiomar je spoznal leta 1927, ko je bil izbran za člana Akademije.
Antonio Machado je leta 1931 sodeloval v oznanjevanju Republike. Ko je izbruhnila španska državljanska vojna, se je postavil na stran republikanske vlade in posvečal članke politiki. Zatočišče med vojno si je poiskal v Valenciji, pozneje pa v Barceloni. V začetku leta 1939 je moral oditi v izgnanstvo skupaj s poraženimi vojaki. Zatekel se je v francosko mesto Collioure, kjer je 22. decembra umrl. Machado je postal simbol premagani španski republiki, zaradi svoje globoke ljubezni do Španije in zaradi svojega gorečega domoljublja.

## Delo
Na Machadovo poezijo je vplival Rubén Darío in francoski simbolisti. V svojem prvem pesniškem obdobju se je posvečal ekspresiji intimnega sveta, nato pa se je osredotočil na dialog in zunanji svet. V svojih zadnjih letih se je ukvarjal s filozofsko poezijo, eksistencializmom in časom. Glavne teme njegove poezije so: tesnoba, melanholija sanj in spominov, eksistencialni problemi, iskanje boga, spomini iz lastnega življenja (otroštvo, mladost, ljubezen, smrt, nostalgija za njegovo ženo), skrb za Španijo in njeno usodo, Kastilija in njena pokrajina, še posebej Soria. Čeprav je bil Machado na začetku modernist, za njega ni značilen izrazito ekspresiven stil, temveč treznost in jedrnatost. 
Na njegovo prvo pesniško zbirko Soledades (1903), pozneje Soledades.Galerías.Otros poemas je imel velik vpliv francoski simbolizem, predvsem pesnik Paul Verlaine. Machado v njej obravnava intimizem, beg v sanje, samoto in izgubljen ideal. Campos de Castilla (1912) je njegova druga pesniška zbirka. V njej odkrije pokrajino Sorije. Kastilija tako postane Machadov simbol. Prav ta zbirka pa ga naredi pesnika t. i. generacije ’98. Vsebuje tudi sedem tragičnih pesmi, posvečenih njegovi pokojni ženi Leonor in eno pripovedno pesem, z naslovom La tierra de Alvargonzález, ki povzame veliko tem te zbirke in projecira njegov reformističen pogled na slabosti moderne Španije. Po sentimentalnem obdobju sledi pesniška zbirka Nuevas canciones (1924). Antonio Machado je avtor tudi proznega dela. Med drugimi je napisal prozna dela z naslovom Los complementarios (1912-24), Juan de Mairena (Sentencias, donaires, apuntes y recuerdos de un profesor apócrifo) (1936). V sodelovanju s svojim bratom, Manuelom Machadom je sestavil nekaj del poetičnega modernega gledališča: Las adelfas (1928), La Lola se va a los puertos (1929) itn. Med leti 1936 in 1939, ko se je Machado boril za republiko, je temu posvetil tudi pesniško zbirko Poesías de guerra in v njej izrazil svojo bolečino, ki mu jo je povzročila Španska državljanska vojna. Ena izmed njegovih najlepših pesmi je elegija La muerte del niño herido, posvečena umorjenemu pesniku Federico García Lorca.